# Buthus oudjanii
Espèce
Buthus oudjanii est une espèce de scorpions de la famille des Buthidae.

## Distribution
Cette espèce est endémique de l'Atlas, et est répartie entre le Maroc et l'Algérie. L'holotype a été récolté à Tafoughalt près de l'entrée de la grotte du Chameau.

## Étymologie
Son nom d'espèce lui a été donné en référence à son découvreur, David Oudjani.

## Publication originale
- Lourenço, 2017 : « Encore une nouvelle espèce de Buthus Leach, 1815 (Scorpiones: Buthidae) pour le nord-est du Maroc. » Revista Ibérica de Aracnología, no 31, p. 59-63.